# Alexis Vastine
Alexis Vastine (ur. 17 listopada 1986 w Pont-Audemer, zm. 9 marca 2015 w okolicach Villa Castelli w Argentynie) – francuski bokser wagi lekkopółśredniej. 

## Kariera amatorska
W 2009 roku zdobył złoty medal Igrzysk Śródziemnomorskich w Pescara. W 2010 roku w stolicy Rosji został wicemistrzem Europy w wadze lekkopółśredniej.

## Igrzyska olimpijskie
W 2008 roku na letnich igrzyskach olimpijskich w Pekinie zdobył brązowy medal. W półfinale przegrał z reprezentantem Dominikany Manuelem Félixem Díazem.

## Śmierć
Zginął 9 marca 2015 roku w wypadku dwóch helikopterów, gdy śmigłowce zderzyły się w powietrzu podczas filmowania w północno-zachodniej Argentynie. Był częścią grupy francuskich gwiazd sportowych biorących udział w reality show.